# Detlef Bratschke
Detlef Bratschke, född i Hannover, Tyskland, är en tysk dirigent, organist och cembalist, tillika professor vid Hochschule für Künste Bremen.
Detlef Bratschke studerade kyrkomusik i Hannover och Freiburg im Breisgau.
Han har grundat ensemblen Orlando di Lasso Ensemble som består av vokalsolister specialiserade på musik från 1400- och 1500-talet. Sedan 1992 är Bratschke konstnärlig ledare för Balthasar-Neumann-Chor. Detlef Bratschke har även gästat RIAS-Kammerchor och NDR-Chor.
Vid Hochschule für Künste Bremen, Akademie für Alte Musik, innehar Bratschke en professur inom historisk uppförandepraxis/vokalensemble.